# Шкурупіївка
Шкурупії́вка — село в Україні, у Решетилівській міській громаді Полтавського району Полтавської області. Населення становить 277 осіб. До 2020 орган місцевого самоврядування — Решетилівська селищна рада.

## Населення

### Мова
Розподіл населення за рідною мовою за даними перепису 2001 року:
| Мова            | Кількість | Відсоток |
| --------------- | --------- | -------- |
| українська      | 270       | 97.47 %  |
| вірменська      | 5         | 1.81 %   |
| білоруська      | 1         | 0.36 %   |
| інші/не вказали | 1         | 0.36 %   |
| Усього          | 277       | 100 %    |

## Географія
Село Шкурупіївка знаходиться на правому березі річки Вільхова Говтва, яка через 1 км впадає в річку Говтва, вище за течією на відстані 2 км розташоване село Литвинівка, нижче за течією на відстані 0,5 км розташоване м. Решетилівка, на протилежному березі — село Хоружі. Поруч проходить автомобільна дорога М03.

## Історія
12 червня 2020 року, відповідно до розпорядження Кабінету Міністрів України № 721-р «Про визначення адміністративних центрів та затвердження територій територіальних громад Полтавської області», село увійшло до складу Решетилівської міської громади.
19 липня 2020 року, в результаті адміністративно — територіальної реформи та ліквідації Решетилівського району, село увійшло до складу новоутвореного Полтавського району Полтавської області.

## Відомі особистості

### Проживали
Діллер Роман Олександрович —український військовик, учасник російсько-української війни